# James Huneker

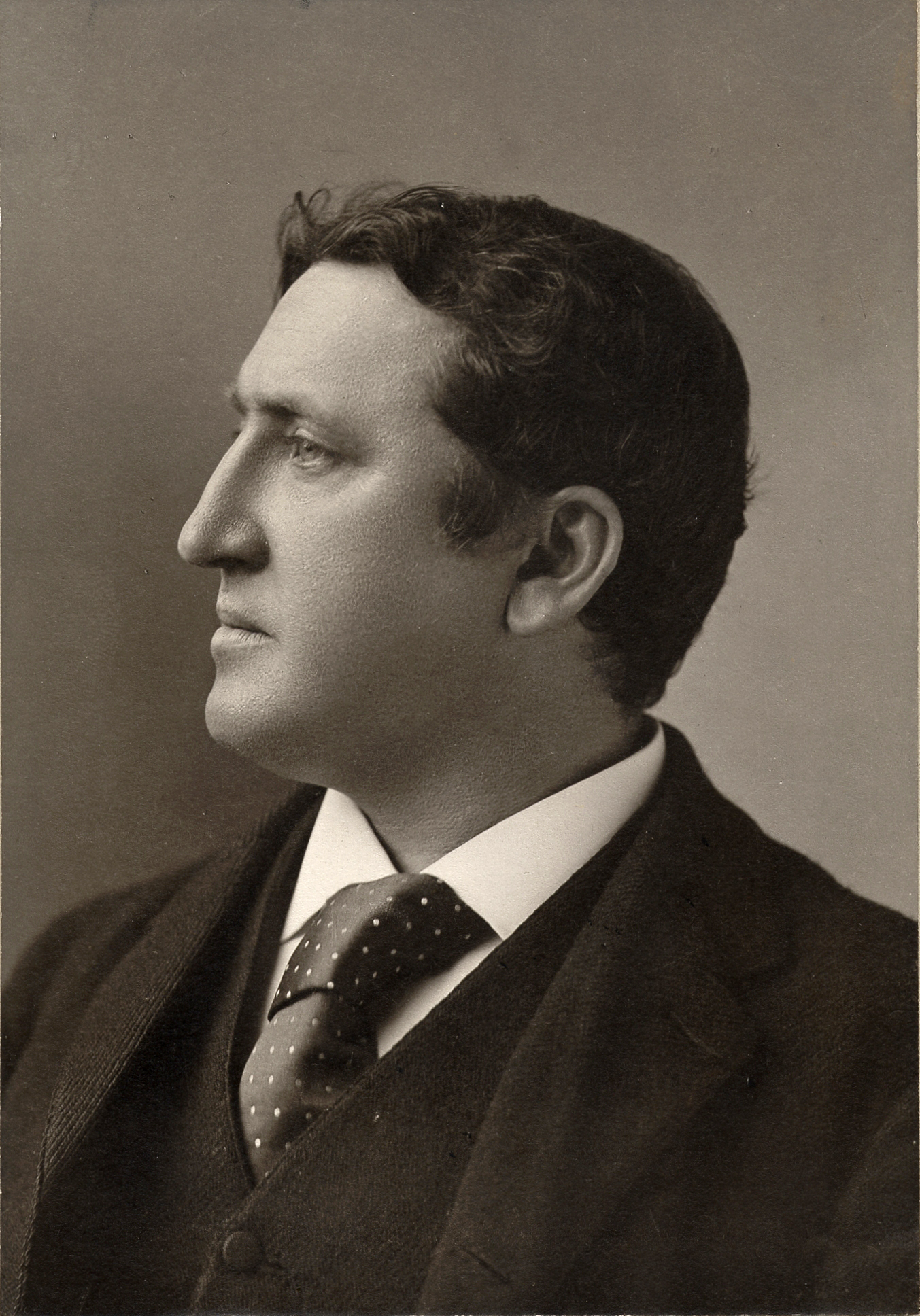
James Huneker.

James Gibbons Huneker, född den 31 januari 1860 i Philadelphia, död den 9 februari 1921 i Brooklyn, var en amerikansk författare och kritiker.
Huneker studerade juridik och var sedan i många år lärare i musik vid National Conservatory i New York, var sedan 1891 musik- och teateranmälare, från 1898 i New York Sun, vars utgivare han blev 1902. Huneker var på sin tid en av Förenta staternas mest uppmärksammade kritiker. Han ägnade sig även åt litteratur- och konstkritik.
Av hans i bokform utgivna arbeten bör nämnas Mezzotints in modern music (1899), Chopin (1900), Overtones (1904), Iconoclasts – a book of dramatists (1905), Visionaries, Egoists – a book of supermen (1909), Promenades of an impressionist (1910), Franz Liszt (1911), The pathos of distance (1913), Charles Baudelaire (1919) och den självbiografiska Steeplejack, skildrande hans musikstudium som ung i Paris.